# Sympetrum madidum
Espèce
Statut de conservation UICN

 LC  : Préoccupation mineure
Sympetrum madidum est une espèce de libellules nord américaines, présente jusqu'au nord de l'Amérique du Sud et près de l'équateur (migratrice?)